# 松木乡
松木乡，是中华人民共和国湖南省衡陽市石鼓区下辖的一个乡镇级行政单位。2015年11月18日，松木乡、黄沙湾街道成建制合并设立黄沙湾街道。

## 行政区划
松木乡下辖以下地区：
朝阳村、青石村、松木村、建新村、灵官庙村、三里村、梽木村、友谊村和松梅村。